# Bielewo (rejon grodzieński)
Bielewo (biał. Белева) – wieś na Białorusi, położona w obwodzie grodzieńskim w rejonie grodzieńskim w sielsowiecie Indura.
W latach 1921–1939 Bielewo należało do gminy Indura, powiatu grodzieńskiego w ówczesnym województwie białostockim.
Według Powszechnego Spisu Ludności z 1921 roku wieś zamieszkiwały 102 osoby, 11 było wyznania rzymskokatolickiego, a 91 prawosławnego. Wszyscy mieszkańcy zadeklarowali polską przynależność narodową. Było tu 22 budynki mieszkalne.
Miejscowość należała do parafii rzymskokatolickiej w Ejsymontach Wielkich i parafii prawosławnej w Wołpach.
Podlegała pod Sąd Grodzki i Okręgowy w Grodnie; właściwy urząd pocztowy mieścił się w Indurze.